# معصومه انصاریان
معصومه انصاریان (متولد ۱۳۳۶) نویسنده، منتقد، مترجم و پژوهشگرِ ادبیات کودک و نوجوان است.

## آثار
- من کی به مدرسه می‌روم، صابرین، ۱۳۷۲
- من ومداد رنگی‌ها، شباویز، ۱۳۸۲
- شکوه پایداری، سوره مهر، ۱۳۸۷
- زیبا چیست؟ زیبا کیست؟ اتان بورتیزر، صابرین ۱۳۸۷
- خفاش دیوانه، جین ویلیس، کانون پرورش فکری کودکان ونوجوانان، ۱۳۸۸
- گوسفندی که عصبانی بود، خیلی عصبانی، ژوزف تئوبالد، کانون، ۱۳۸۹
- دعوت (گزیده نهج البلاغه از مجموعه سخن دوست) کانون ۱۳۸۹
- پیراهن تازه بیل، آن فاین، نشرقطره، ۱۳۹۰
- اسب خواب آلود، منظومه خرد ،۱۳۹۱
- پنگوئن، پلی دان بار، منظومه خرد ۱۳۹۱
- بچهٔ آبگیر، جین ویلیس، همشهری ۱۳۹۱
- مجموعه چهار جلدی فروشگاه عروسک‌های جادویی، جسی لیتل، شهر قلم، ۱۳۹۱
- راهنمای شیوه‌های نقد ادبی، از مجموعه ده جلدی ادبیات کودک، کانون، ۱۳۹۲
- ادبیات مذکر (نقد زن مدارانه ۱۰۰ داستان و رمان کودک ونوجوان از نوزده نویسنده ایرانی) کانون ۱۳۹۳
- کارنامه‌ات را قایم کن، مجموعه داستان، نشر پیدایش، ۱۳۹۴
- پدربزرگ هم روزی جوان بود از مجموعه داستان‌های زندگی دوستت دارم، نویسنده جین ویلیس تصویرگر تونی راس ، انتشارات علمی فرهنگی، کتاب‌های پرنده آبی سال ۱۳۹۶
- دار و دسته‌های خرگوش جهنمی از مجوعه داستان‌های زندگی دوستت دارم تویسنده: جین ویلیس وتصویرگر: تونی راس انتشارات علمی فرهنگی کتاب‌های پرنده آبی سال ۱۳۹۶
- فامیل دور سگ وگربه، نویسنده: جین ویلیس تصویرگر: تونی راس، انتشارات علمی فرهنگی، کتاب‌های پرنده آبی، سال ۱۳۹۶
- درخشان‌ترین خندهٔ دنیا، نویسنده جین ویلیس، تصویرگر: تونی راس ، انتشارات علم یفرهنگی، کتاب‌های پرنده آبی، سال ۱۳۹۶

## جوایز
کتاب کارنامه‌ات را قایم کن از آثار او (با تصویرگری مهشید راقمی) که در سال ۱۳۹۴ از سوی نشر پیدایش منتشر شد، در فهرست کلاغ سفید (۲۰۱۶) قرار گرفت.